# 白灰蝶属
白灰蝶属（Large Blue）是属于灰蝶科眼灰蝶亚科的一个属。这个属的蝴蝶通常譯作大蓝蝶，但有时大蓝蝶也特指霾灰蝶。
现今，白灰蝶属也包含了霾灰蝶属（Maculinea）。后者的模式种是霾灰蝶（Alcon Blue，学名為Phengaris alcon），但该种比起霾灰蝶属的其他物种而言更接近于原先的白灰蝶属蝴蝶。因此，目前这两个属已合二为一，成为了一个单系群。原先还有另一种方案是将霾灰蝶属变为一个只有一到两个物种的属，而余下的成为一个新的属。但这样就会产生两个很小的属，因此生物分类学家最终抛弃了这一方案。由于白灰蝶属相比霾灰蝶属是个历史更悠久的名称，因而前者取代了后者。
另外，而霾灰蝶又被認為是甜灰蝶属的近親，視作其亚属，但有學者認為霾灰蝶跟白灰蝶的關係更為密切。

## 分類
以下物种按种系发生学所推测的从祖徵(Plesiomorphy)到衍徵的顺序排列：
基种 （严格意义上的霾灰蝶種 Maculinea sensu stricto）
- 阿孔霾灰蝶 （Phengaris alcon）
  - 荷兰霾灰蝶[來源請求] （Phengaris alcon arenaria）（灭绝）
- 秀丽霾灰蝶 Phengaris rebeli（或许属于霾灰蝶）

严格意义上的白灰蝶種 (Phengaris sensu stricto)
- 白雀斑灰蝶 （Phengaris daitozana），又稱台灣白灰蝶
- 婀白灰蝶 （Phengaris albida）
- 青雀斑灰蝶 （Phengaris atroguttata）

其他「霾灰蝶種」
- 庫氏霾灰蝶 （Phengaris kurentzovi）
- 曲斑(喑色)霾灰蝶 （Phengaris nausithous）
- Phengaris ogumae (Matsumura, 1910)
- 胡麻霾灰蝶 （Phengaris teleius）
- 蓝底霾灰蝶 （Phengaris cyanecula）
- (嘎)霾灰蝶 （Phengaris arion）——或名大藍蝶
- Phengaris ligurica （或许属于霾灰蝶）
- Phengaris takamukui
- 大斑霾灰蝶 （Phengaris arionides）

地位未定
- 夏霾灰蝶 Phengaris xiaheana
- Phengaris chloe  Mo, Jia, Xu, Wang & Ma, 2023[3]